# NGC 5470
NGC 5470 là một thiên hà xoắn ốc nằm cách xa 43 đến 68 triệu năm ánh sáng trong chòm sao Xử Nữ. Nó được phát hiện bởi nhà thiên văn học John Herschel vào năm 1830.